# Orthostixis calcularia
Orthostixis calcularia là một loài bướm đêm trong họ Geometridae.